# 14505 Barentine
14505 Barentine (1996 AW4) là một tiểu hành tinh vành đai chính được phát hiện ngày 12 tháng 1 năm 1996 bởi Spacewatch ở Kitt Peak.